# Münsterlingen
Münsterlingen je obec ve Švýcarsku, v kantonu Thurgau. Leží na břehu Bodamského jezera.
V roce 2010 zde žilo 2 768 obyvatel.